# تحلیل سازه‌ها (کتاب کاوه)
تحلیل سازه‌ها (کتاب) کتابی با تدوین و ترجمهٔ علی کاوه است که در سال ۱۳۶۱ منتشر و در مراسم کتاب سال جمهوری اسلامی ایران به‌عنوان کتاب برگزیده معرفی شد.